# Jelgava
Jelgava (deutsch Mitau) ist eine Stadt in Lettland in der Region Semgallen 44 km südwestlich von Riga. Bis 1919 war Mitau die Hauptstadt von Kurland und im Gegensatz zum hanseatischen Riga adelig geprägt. Heute ist Jelgava eine der zehn „Republik-Städte“ des Landes (siehe die Verwaltungsgliederung Lettlands). 2022 zählte Jelgava 55.367 Einwohner.
Jelgava liegt in einer fruchtbaren Ebene am rechten Ufer der Lielupe (deutsch: Kurländische Aa), deren Hochwasser die niedrig gelegene Stadt gefährden. Jelgava wird von dem nach Jakob Kettler benannten Jakobskanal umflossen, ist Eisenbahnknotenpunkt und ein wichtiger Markt für Getreide und Holz.

## Stadtname
Es wird angenommen, dass der lettische Name Jelgava vom livischen Wort jelgab stammt, das „niedrig gelegener Ort“ bedeutet. Der Ursprung des deutschen Namens Mitau ist unklar; einige vermuten eine Herkunft von lettisch mīt oder mainīt ‚wechseln‘. Am ehesten wird der Name eine Eindeutschung des estnischen Miitavi zu Mitau sein. Die Erklärung aus dem deutschen „mitten in der Aue“ und dergleichen sind phonetisch wegen der Verschiebung von ‚t‘ zu ‚doppel-tt‘ nach langbetontem ‚ii‘ unwahrscheinlich, zumal hier auch die von 1050 bis 1350 verwendete mittelniederdeutsche Sprache zugrunde gelegt werden müsste. Die Nachbarstaaten benutzen folgende Namen für die Stadt:

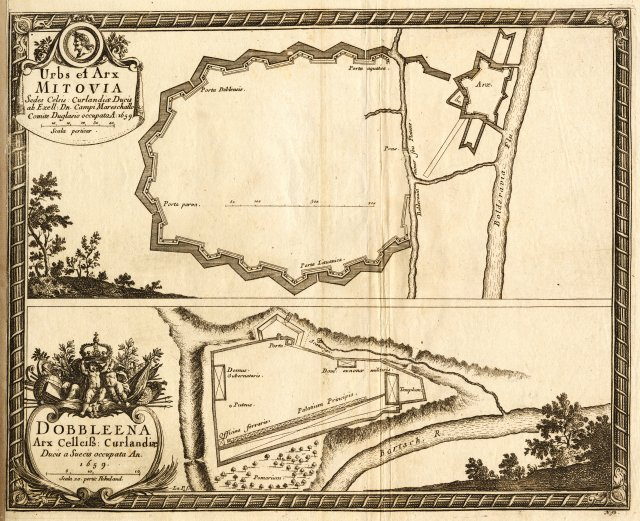
Festungsstadt Mitau im Jahre 1659 mit zitadellenartigem bastioniertem Schloss Mitau (oberes Bild)

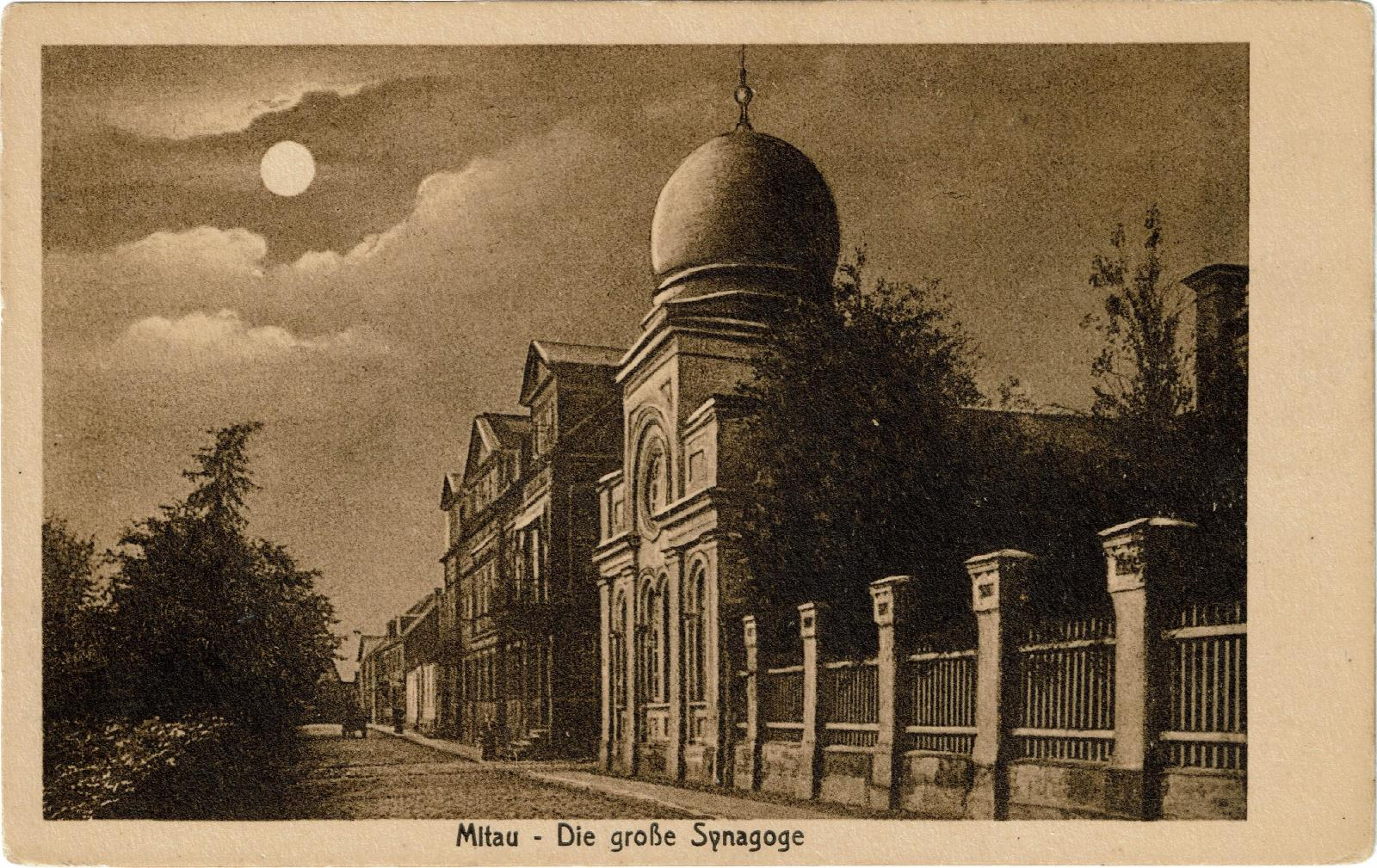
Die 1941 von den deutschen Besatzern zerstörte Synagoge

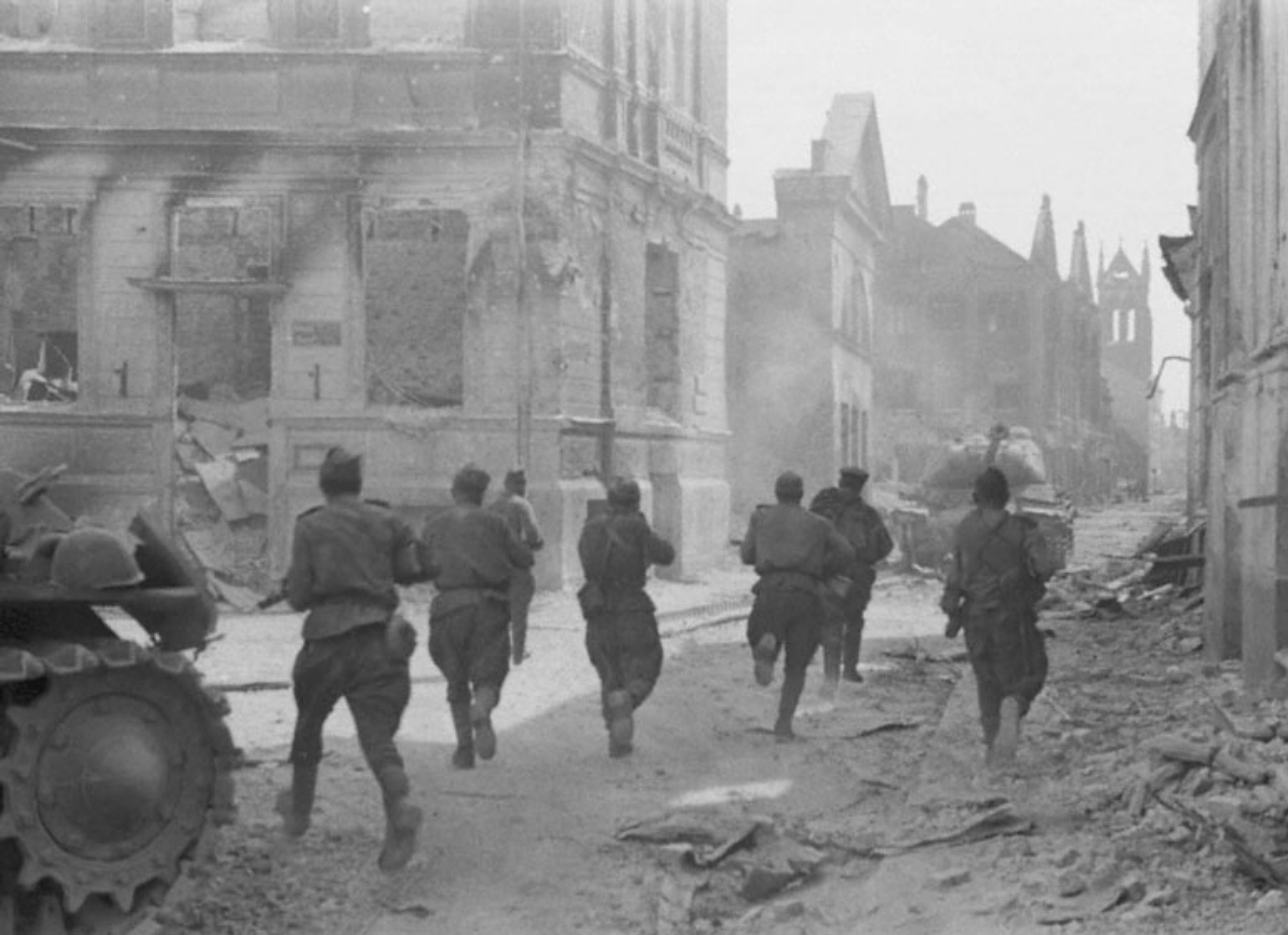
Sowjetische Soldaten während eines Angriffs in Jelgava, im Hintergrund ist der Turm der katholischen Kirche zu erkennen (August 1944)

- russisch Елгава/Митава
- polnisch Jełgawa/Mitava
- litauisch Mintauja/Jelgava
- estnisch Miitavi

## Geschichte

### Mittelalter
Die Liven begannen im 10. Jahrhundert, das Gebiet zwischen den Flüssen Lielupe und Driksa zu besiedeln. Angeführt von ihrem Landmeister Konrad von Mandern errichteten die Ritter des Livländischen Ordens 1265/1266 das Schloss Mitau auf einer vorhandenen Inselbefestigung (Pilssala). Mit Mitau als südlicher Festung unterwarfen die deutschen Ritter bis 1290 die Liven und Semgaller der Umgebung. Die Stadt gewann als Verteidigungsanlage gegen die Litauer, denen 1345 die Plünderung Mitaus gelungen war, an Bedeutung.

### Frühe Neuzeit
Nach der endgültigen Auflösung des Livländischen Ordens während des Livländischen Kriegs wurde Mitau 1561 Teil des Herzogtums Kurland, das ein Vasallenstaat der polnisch-litauischen Union war.
Im Jahre 1573 erhielt Mitau Stadtrechte und wurde 1578 Hauptstadt des vereinigten Herzogtums Kurland und Semgallen. Als dieses 1596 geteilt wurde, machte Herzog Friedrich Kettler von Semgallen Mitau zu seiner Residenz. 1617 wurde die Stadt erneut Hauptstadt eines vereinigten Herzogtums. Bei den wiederholten Kriegen Polen-Litauens mit Schweden wurde Mitau mehrfach belagert. Trotzdem wuchs die Stadt zu einem Zentrum für Handel und Gewerbe heran. In dem Maße, wie Kurlands Nachbarn stärker wurden, gerieten Herzogtum und Stadt jedoch mehr und mehr in den Einflussbereich Russlands.
Der vorletzte Herzog von Kurland, Ernst Johann von Biron, förderte Kunst, Kultur und Wissenschaft in Mitau. Er ließ das herzogliche Schloss errichten und eröffnete die erste öffentliche Bücherei der Stadt. Im Jahr 1775 gründete er die Academia Petrina, die zum geistigen Mittelpunkt des Landes wurde. Auch förderte der Herzog Theateraufführungen an seinem Hof.

### 19. Jahrhundert
Mit dem Ausbruch der Französischen Revolution 1789 forderten auch die Bürger Mitaus mehr Rechte. Im Jahre 1795 wurde ihre Stadt zusammen mit Kurland im Zuge der polnischen Teilungen durch das Russische Reich annektiert und hieß nunmehr Mitawa (russisch Митава). Die Academia Petrina wurde 1806 in ein Gymnasium illustre umgewandelt, da die 1802 gegründete Kaiserliche Universität zu Dorpat die einzige Landesuniversität für die drei Ostseegouvernements sein sollte.
Dem Grafen der Provence und späteren König von Frankreich, Ludwig XVIII., diente der Mitauer Palast von 1798 bis 1801 und von 1804 bis 1807 als Herrschaftssitz. 1799 heiratete hier Marie Therese Charlotte, genannt „Madame Royale“ (die Tochter von Ludwig XVI. und Marie-Antoinette), ihren Vetter Louis-Antoine de Bourbon, den Herzog von Angoulême. Während Napoleons Russlandfeldzugs 1812 war Mitau von Juli bis Dezember Sitz des Befehlshabers der mit Napoleon verbündeten preußischen Truppen des Generals Ludwig Yorck von Wartenburg. Es bestand im 19. Jahrhundert ein deutschsprachiges Stadttheater in Mitau.
Einen weiteren Ausbau erfuhr Mitau nach dem Anschluss an das Eisenbahnnetz 1868. Lettische Landbewohner wurden durch die infrastrukturelle Entwicklung angezogen und ließen sich als Händler, Handwerker, Lehrer und Beamte in der Stadt nieder. Im Jahre 1914 hatte Mitau, von den Letten Jelgava genannt, über 45.000 Einwohner.

### 20. Jahrhundert
Nach Ausbruch des Ersten Weltkriegs litt die Stadt merklich. Deutsche Truppen besetzten Jelgava am 1. August 1915. Im Winter 1916/1917 fanden nördlich von Jelgava die Schlachten an der Aa zwischen der deutschen und der russischen Armee statt.
Während des Lettischen Unabhängigkeitskrieges in den Jahren von 1918 bis 1920 war Jelgava mehrfach zwischen Roten Lettischen Schützen, der Baltischen Landeswehr, deutschen Freikorps-Verbänden und lettischen Freiheitskämpfern umkämpft. Nach dem Sieg der letzteren wurde Jelgava zu einer wichtigen Stadt im unabhängigen Lettland.
Ein Großteil der verbliebenen deutschen Bevölkerung folgte 1939 der Aufforderung zur „Heimkehr“ ins Deutsche Reich.
Gemäß den Vereinbarungen im geheimen Zusatzprotokoll des deutsch-sowjetischen Nichtangriffspaktes annektierte die Sowjetunion 1940 Lettland. Bald darauf begann das NKWD, auch aus Jelgava Letten zu deportieren. Im weiteren Verlauf des Zweiten Weltkrieges besetzten deutsche Truppen der Heeresgruppe Nord am 29. Juni 1941 Jelgava. Eine deutsche Einsatzgruppe unter dem Kommando von Franz Walter Stahlecker ermordete Mitte 1941 mit Unterstützung lokaler lettischer Hilfspolizisten den Großteil der jüdischen Bevölkerung. Vom 28. Juli bis zum 10. Oktober 1944 verlief die Kriegsfront direkt durch Jelgava, als die Rote Armee wiederum auf dem Vormarsch nach Westen war. Fast 90 Prozent der Gebäude der Stadt einschließlich des historischen Zentrums wurden während der Kämpfe zerstört. Einen Eindruck des „alten“ Jelgava vor der Zerstörung 1944 vermittelt die vom Herder-Institut für historische Ostmitteleuropaforschung digitalisierte Fotosammlung des Kurländischen Provinzialmuseums in Mitau (KPM). Nach der endgültigen Eroberung durch die Rote Armee wurde hier das Kriegsgefangenenlager 266, Elgava (Mitau) für deutsche Kriegsgefangene eingerichtet.
Der Wiederaufbau erfolgte während der Zeit der Lettischen Sozialistischen Sowjetrepublik. Heute, im unabhängigen Lettland, bemüht sich Jelgava um den Ausbau des Tourismus und der Forschung. Seit 1939 beherbergt die Stadt die Lettische Universität für Biowissenschaften und Technologie.

## Bauwerke
An Jelgavas regelmäßigen, breiten Straßen reihten sich bis zum Zweiten Weltkrieg die Herrschaftshäuser des in der kurländischen Hauptstadt residierenden deutschbaltischen Adels. Nach schweren Kriegsverlusten dominieren heute Bauten aus sowjetischer Zeit das Stadtbild.
- Das alte, 1266 gebaute Schloss der Herzöge von Kurland auf einer Insel im Fluss wurde von Herzog Ernst Johann von Biron niedergerissen, der sich stattdessen von 1738 bis 1772 nach Plänen von Bartolomeo Francesco Rastrelli ein geräumiges Schloss an der Brücke über die Kurländische Aa errichten ließ. Das von einem Park umgebene Schloss ist Grablege aller kurländischen Herzöge und seit 1993 Sitz der Lettischen Landwirtschaftlichen Universität.
- Die Kathedrale der unbefleckten Jungfrau Maria (Bezvainīgās jaunavas Marijas katedrāle) ist die römisch-katholische Bischofskirche des Bistums Jelgava. Die Kirche wurde von 1904 bis 1906 im neogotischen Stil unter Karl Eduard Strandmann erbaut, aber erst 1925 geweiht. Während des Zweiten Weltkrieges wurde die Kirche schwer beschädigt; die Restaurierungen dauerten bis 1992. Mit der Errichtung des Bistums Jelgava 1996 wurde die Kirche in den Rang einer Kathedrale erhoben.
- Evangelisch-Lutherische Kirche St. Anna, erbaut von 1638 bis 1641
- Turm der 1944 zerstörten Dreifaltigkeitskirche der deutschen Gemeinde, von 2010 bis 2014 renoviert und seitdem als Stadtmuseum genutzt
- Evangelisch-lutherische Johanneskirche, erbaut von 1845 bis 1847 im neugotischen Stil
- Orthodoxe Simeon und Annenkathedrale, errichtet von 1890 bis 1892
- Orthodoxe Himmelfahrtskirche, erbaut von 1887 bis 1889
- Hauptgebäude der Academia Petrina, 1775 im barocken Stil errichtet
- Villa Medem, 1818 im neoklassizistischen Stil erbaut
- Schloss Waldeck (Valdekas pils), Rīgas ielā 22: Als Herrenhaus im barocken Stil erbaut, wurde Schloss Waldeck zu Ehren von Prinzessin Karoline Louise zu Waldeck-Pyrmont benannt, die 1765 Peter von Biron geheiratet hatte. 1848 wurde es von der Familie Recke erworben. Nach Abschluss des Baus der vorbeiführenden Straße von Riga nach Jelgava 1857 wurde das Gebäude in ein Jagdschloss umgebaut. Dabei wurde es in den 1870er Jahren vom Architekten Ādolfs Vinbergs im neugotischen Stil umgestaltet. Mit der Bodenreforme von 1920 wurde das Gut Waldeck aufgeteilt und 1927 das Gebiet um Schloss Waldeck in das Territorium der Stadt Jelgava eingegliedert. Nach dem Zweiten Weltkrieg beherbergte das renovierte Gebäude von 1946 bis 1954 das Büro der Studien- und Forschungsfarm Jelgava der Lettischen Akademie für Landwirtschaft (LLA), die Abteilung der Fakultät für Technologie der Lebensmittelindustrie der Lettischen Akademie der Wissenschaften und einen Kindergarten. Nach der Rekonstruktion im Jahr 2014 wurde im Schloss Waldeck die Abteilung für Landschaftsarchitektur und Planung der Fakultät für Umwelt und Bauingenieurwesen der Lettischen Universität für Landwirtschaft mit Räumlichkeiten für die Verwaltung, das Lehrpersonal und das Servicepersonal sowie mit Hörsälen, Salons und Computerräumen untergebracht.

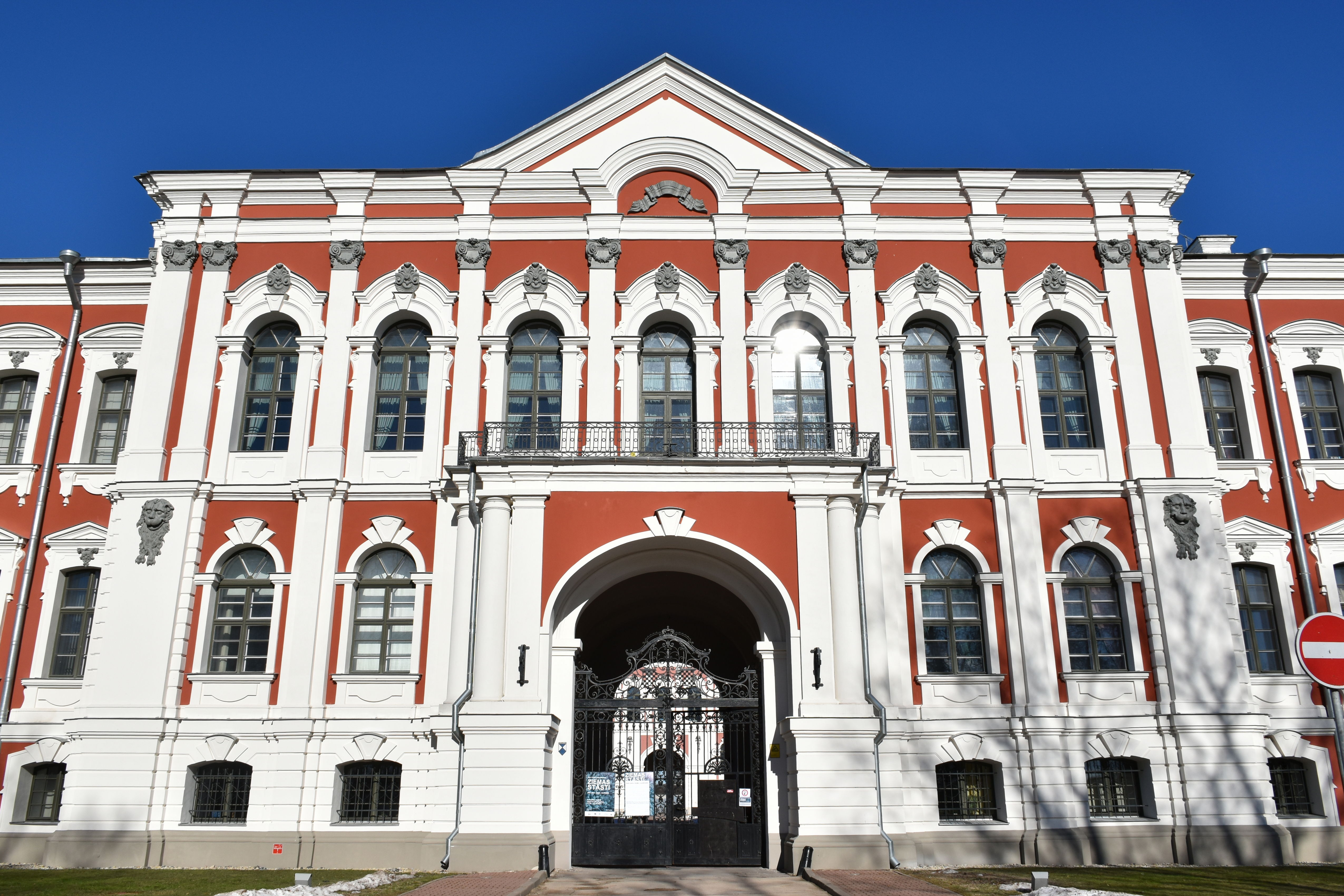
Schloss Jelgava, jetzt Universität
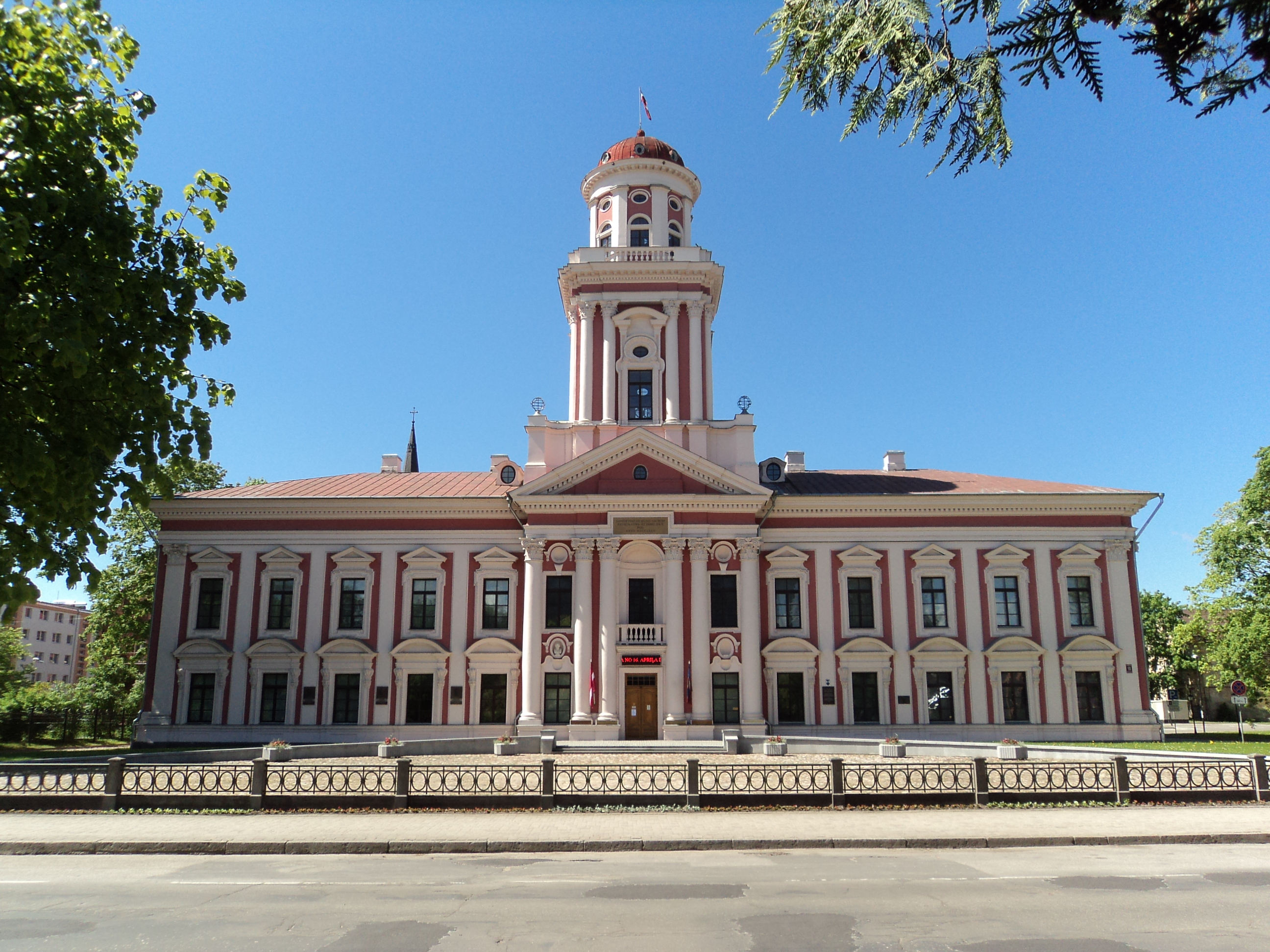
Gebäude der Academia Petrina
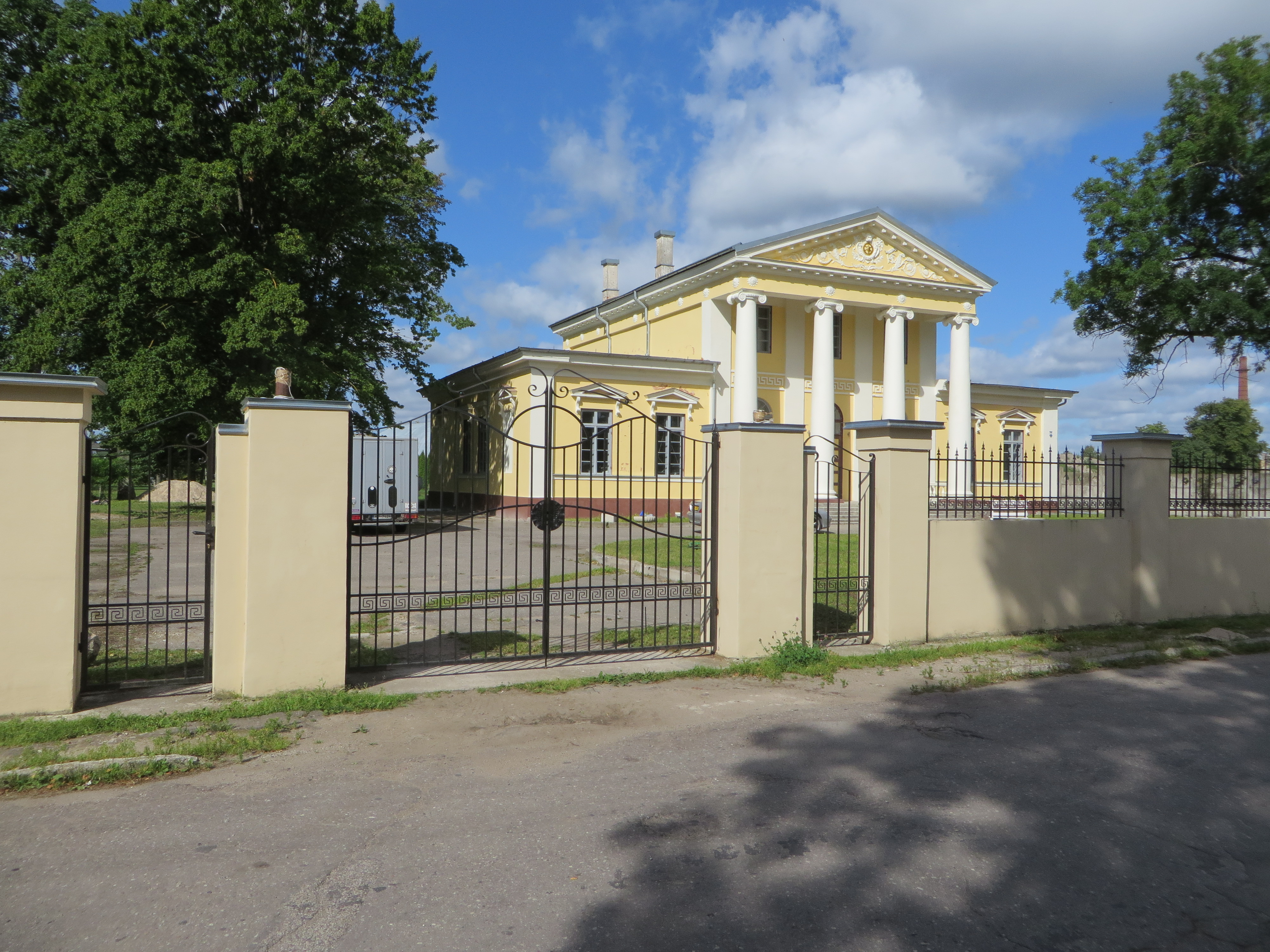
Villa Medem
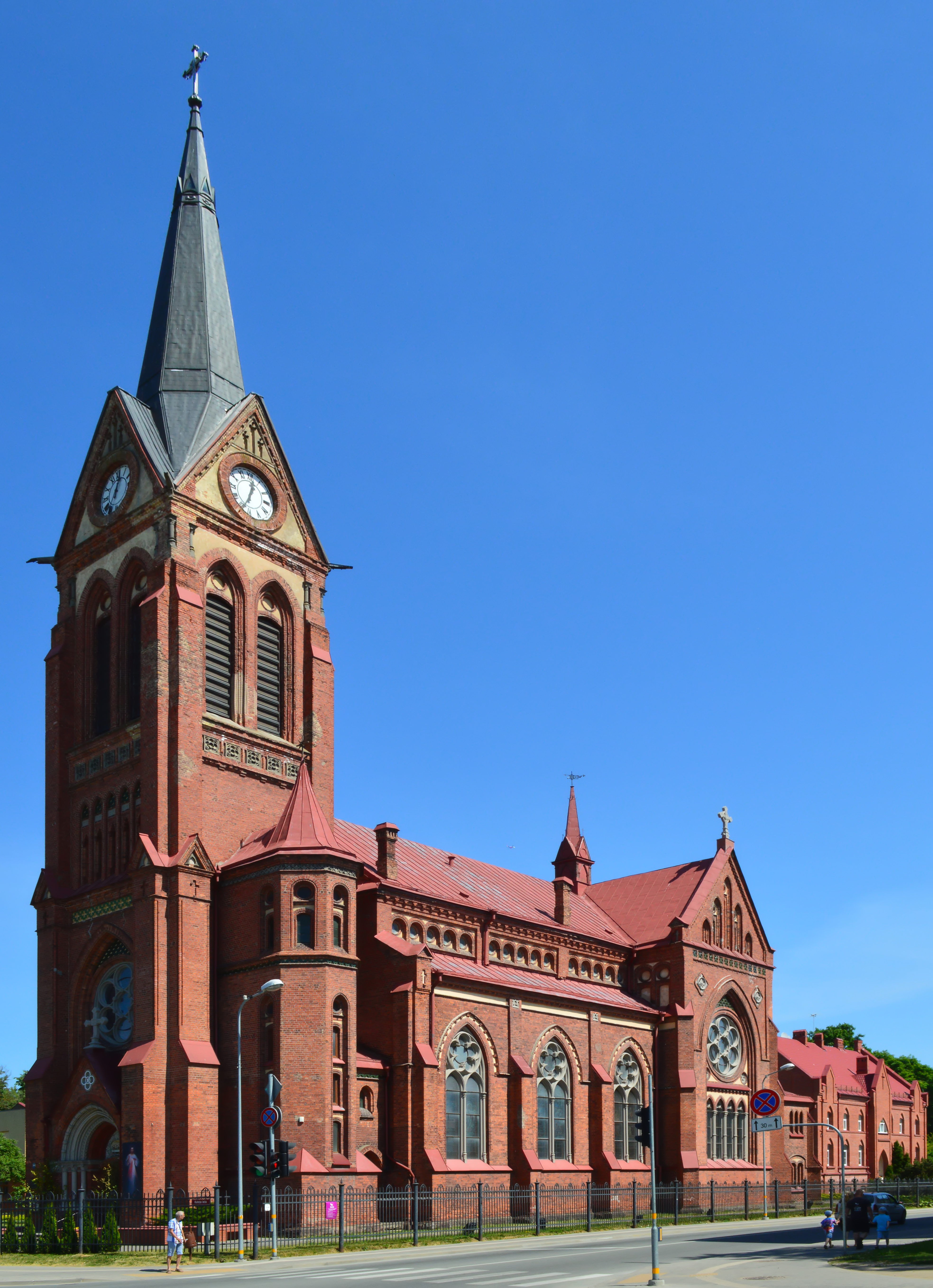
Katholische Kathedrale
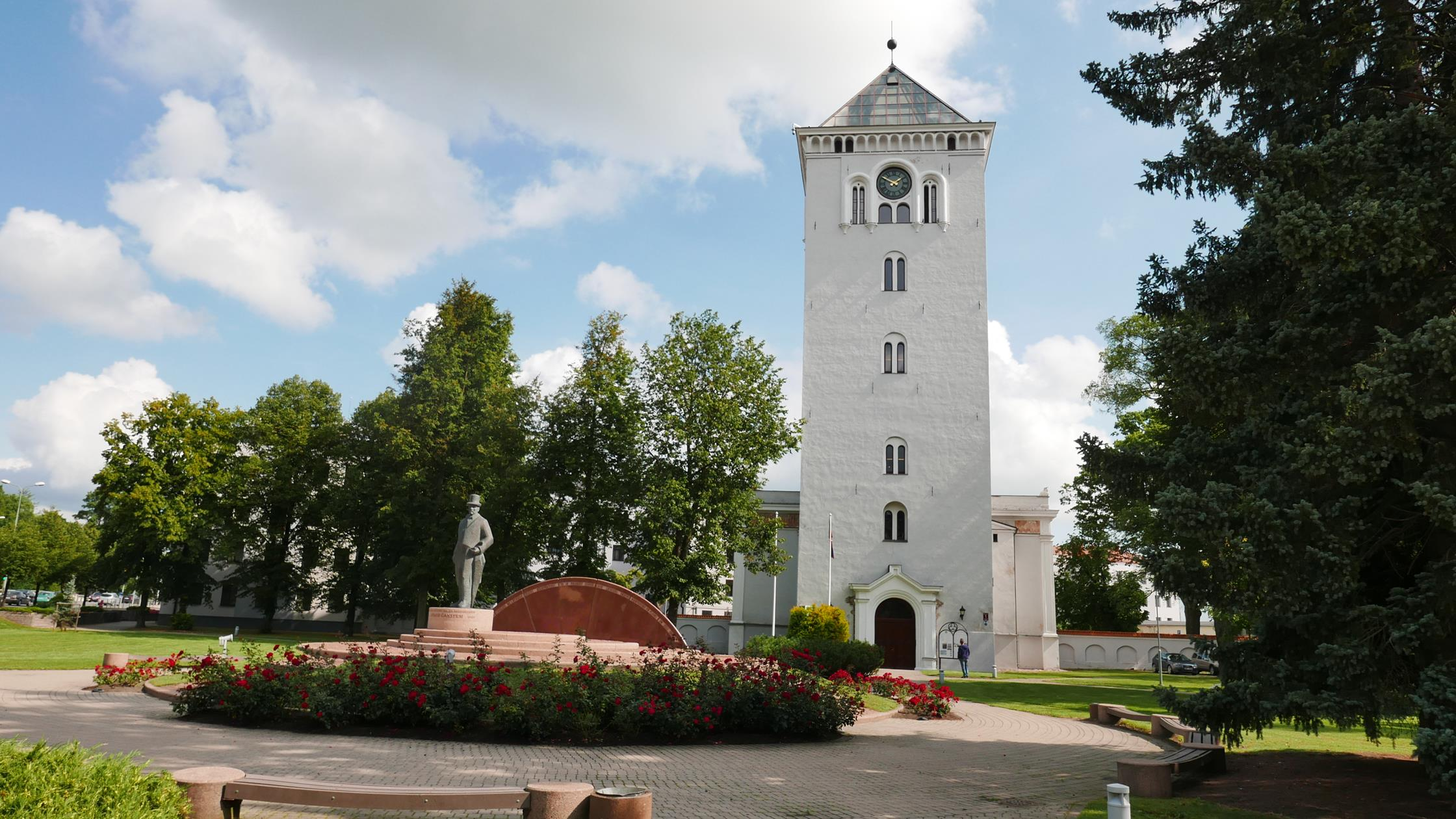
Turm der Trinitatiskirche
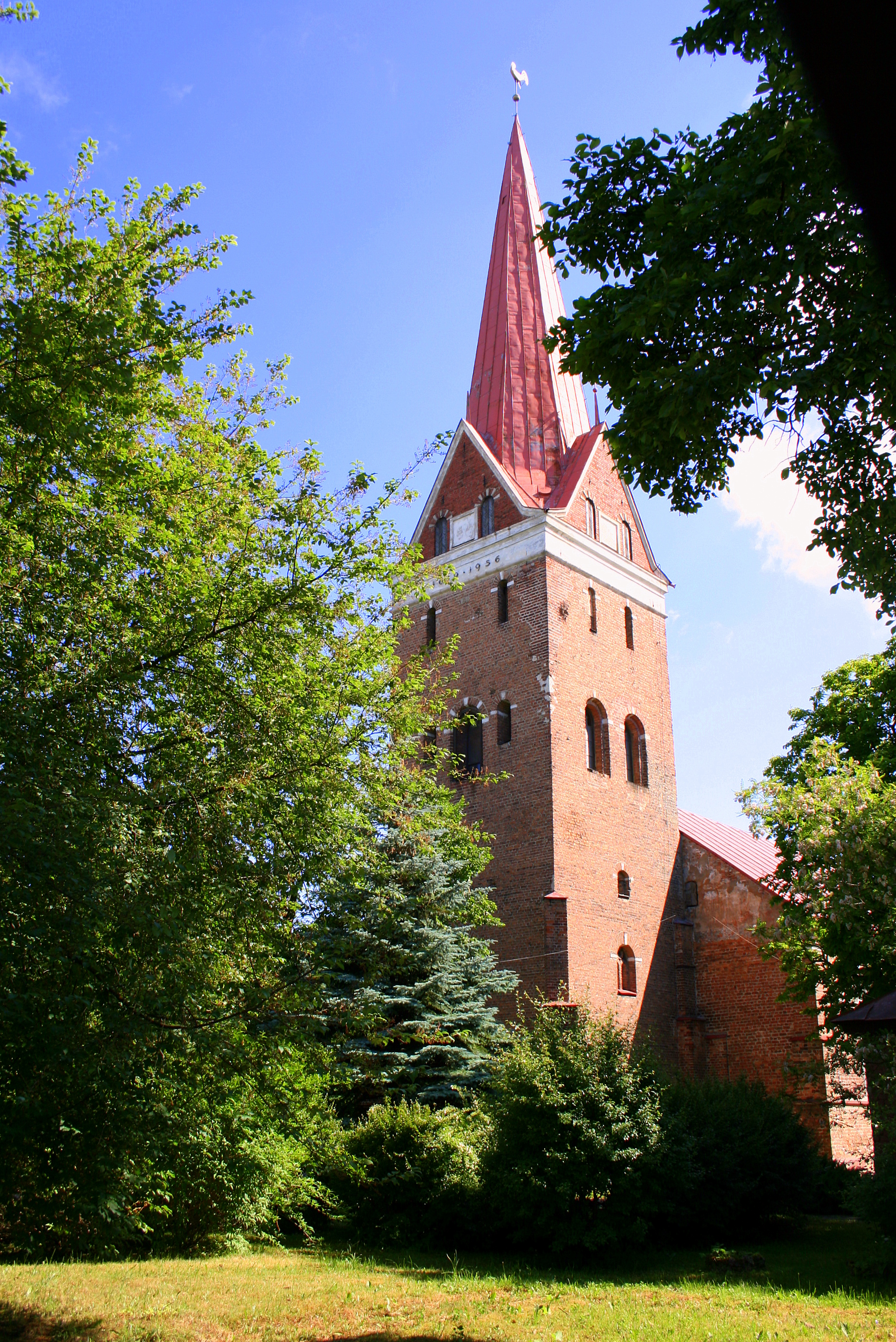
St.-Anna-Kirche

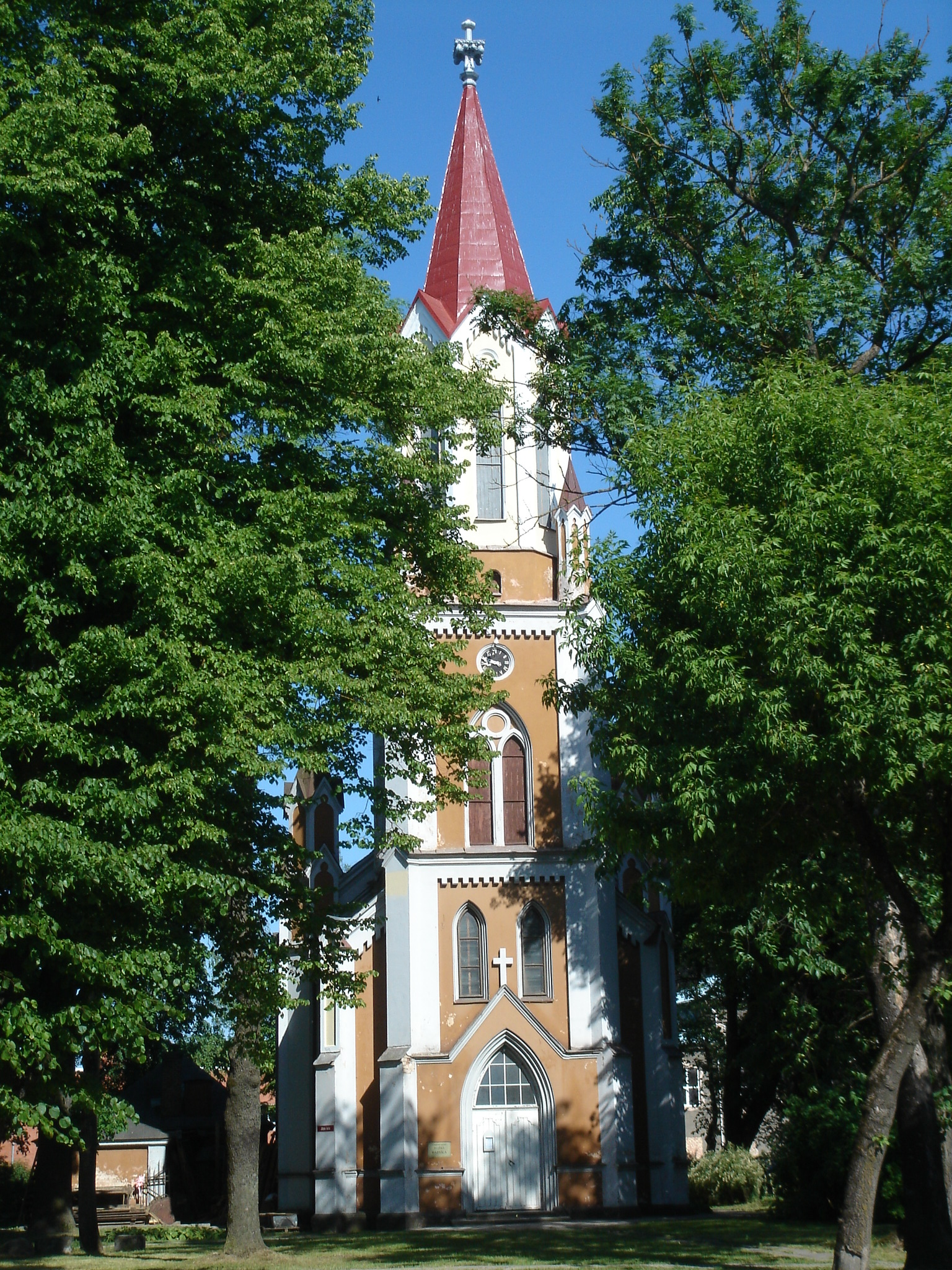
Evangelisch-lutherische Johanneskirche
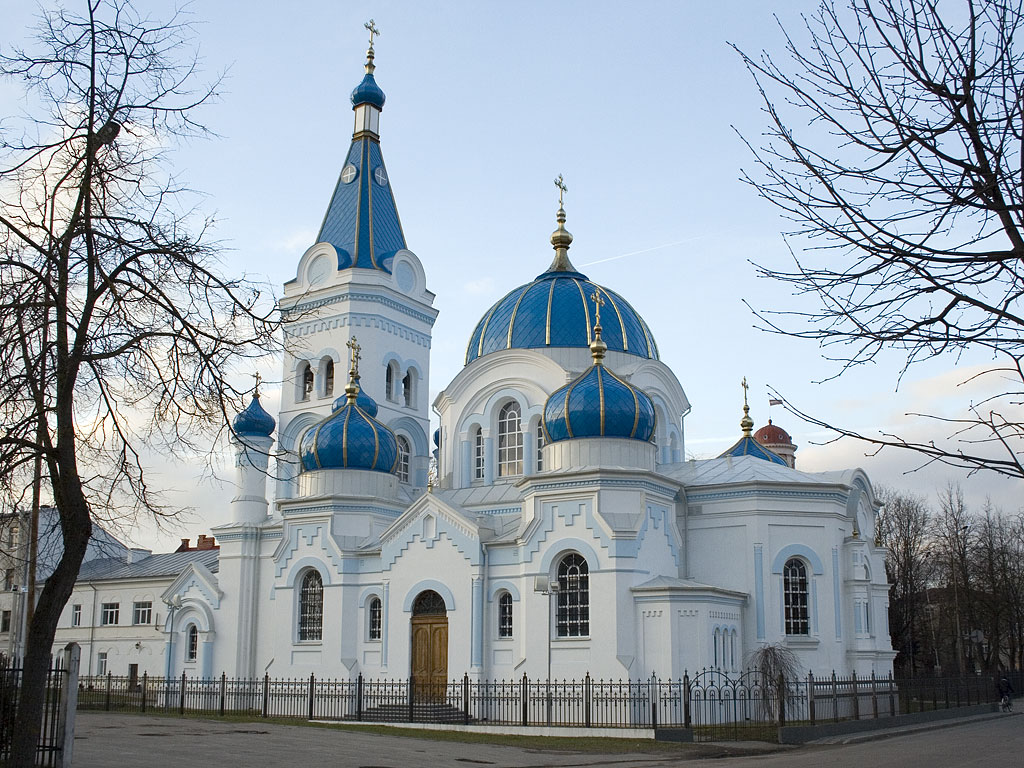
Orthodoxe Kathedrale
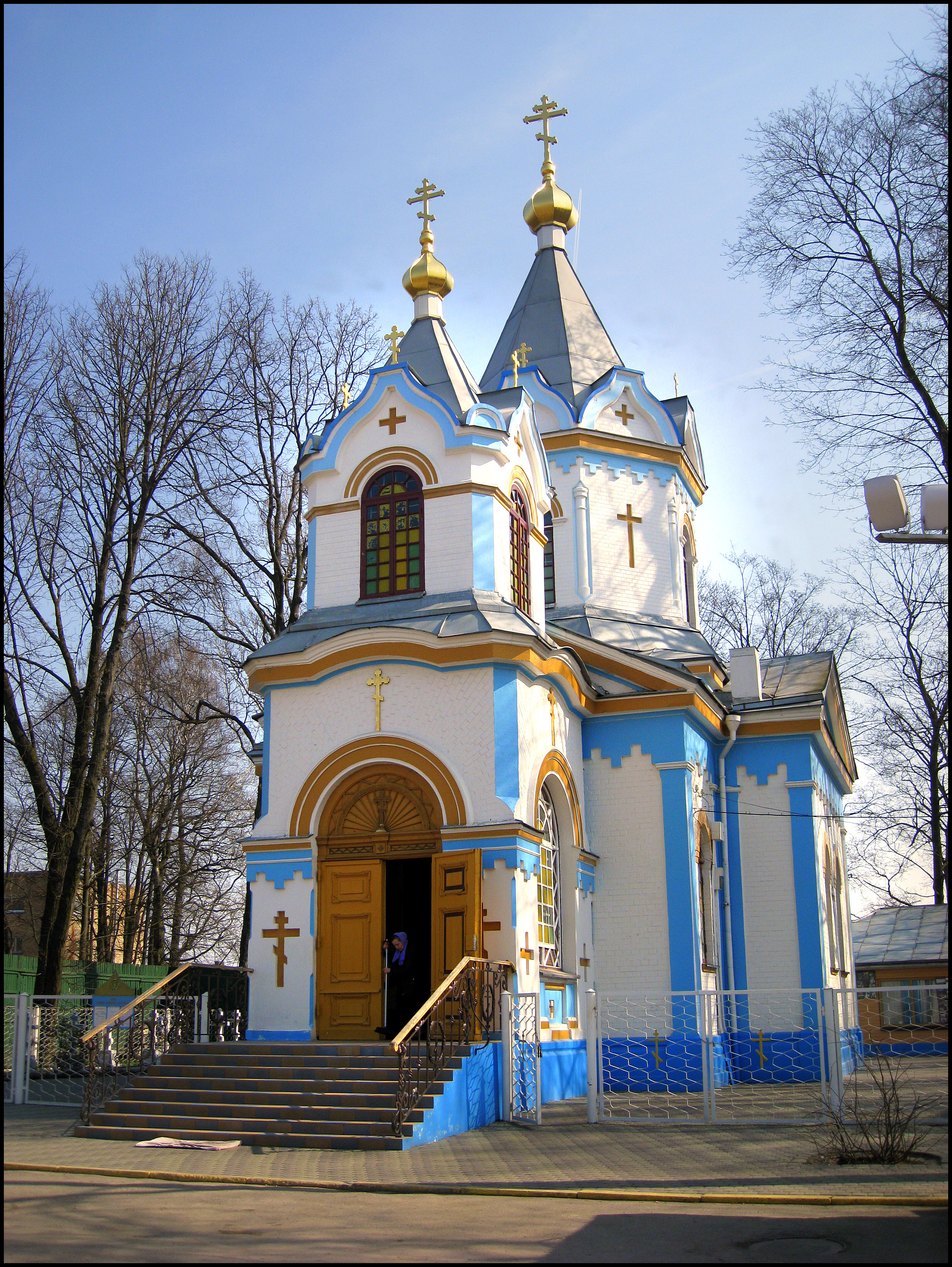
Orthodoxe Himmelfahrtskirche
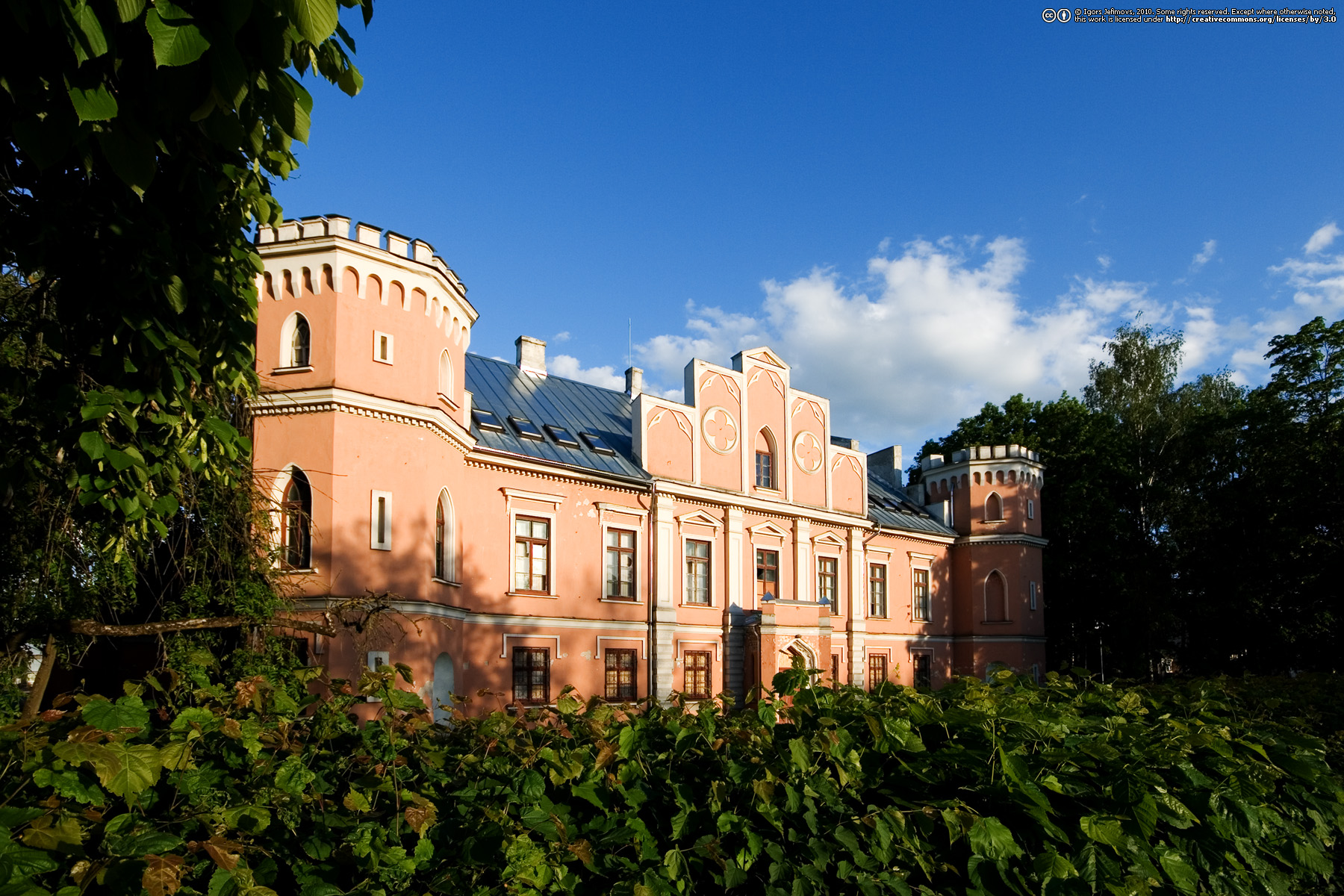
Schloss Waldeck
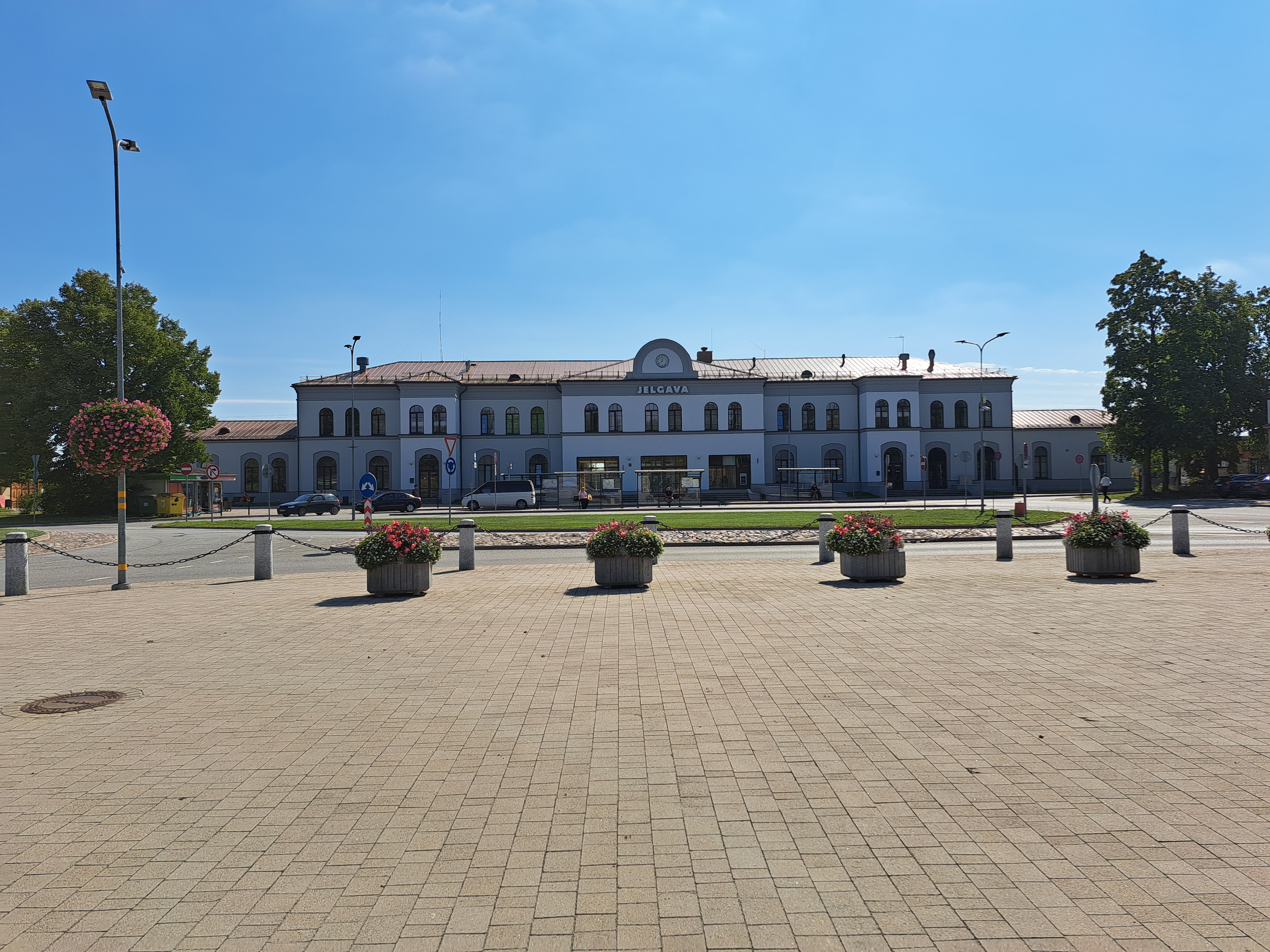
Bahnhof Jelgava
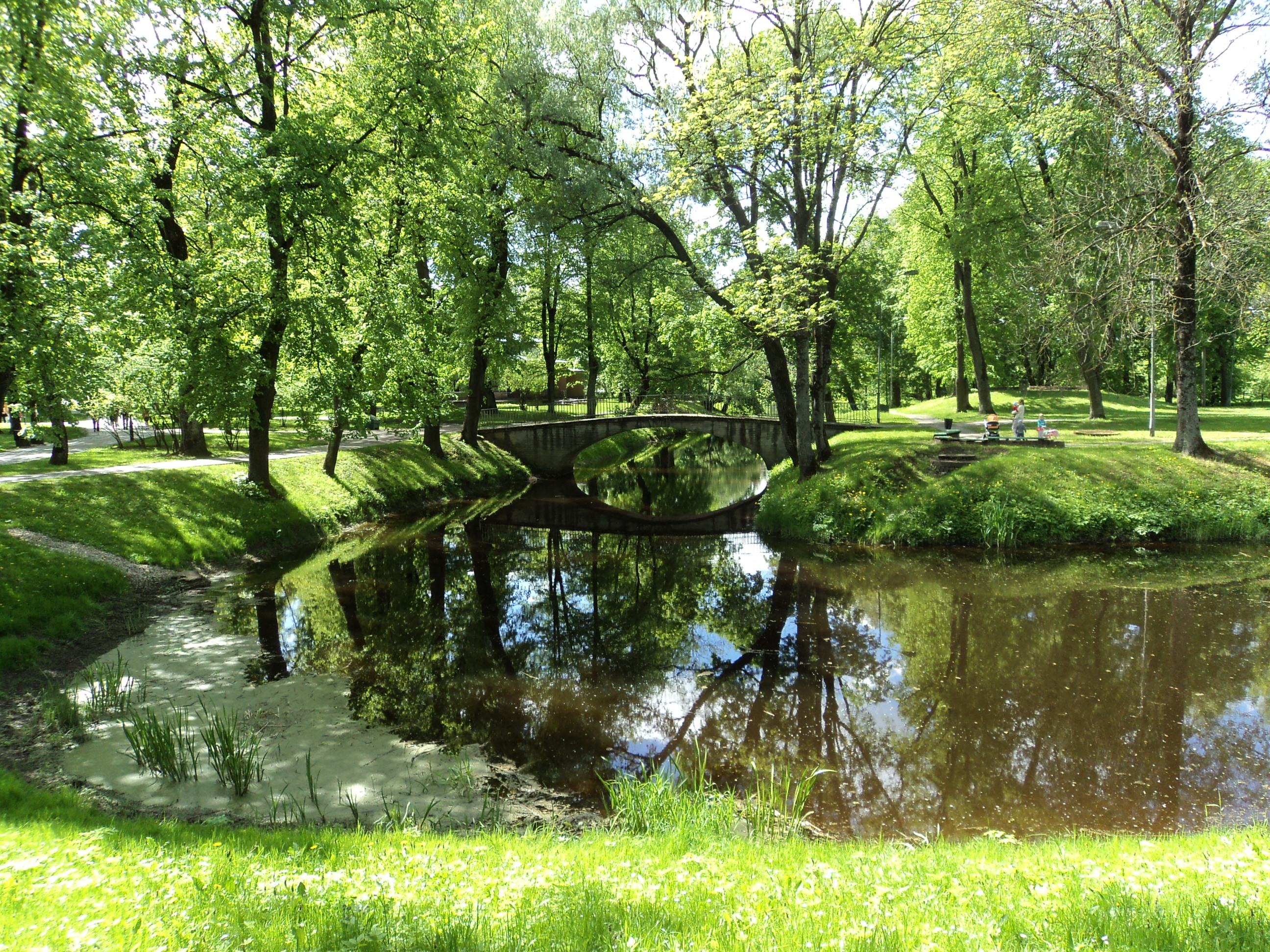
Schlosspark

## Denkmäler
Vor der Trinitatiskirche steht ein Denkmal von Arta Dumpe für den ersten Präsidenten Lettlands, Jānis Čakste (1859–1927), der in Lielsesava in der Nähe von Jelgava geboren wurde.

## Verkehr
Jelgava ist ein wichtiger Eisenbahnknotenpunktn in Lettland mit Strecken nach Riga, Tukums, Liepaja, Krustpils und Siauliai. Das Bahnhofsgebäude wurde 1868 errichtet, Architekt war Otto Dietze.

## Industrie
In Jelgava betreibt EuroMaint eine Komponentenwerkstatt. Bekannt ist Jelgava auch durch das am Ort gebraute Bier „Mitava“. Im 19. Jahrhundert befand sich in Mitau der Verlag und die Druckerei J. F. Steffenhagen und Sohn, die zahlreiche, vor allem medizinische Schriften publizierte, meist in deutscher Sprache.

## Einwohnerentwicklung
Quelle: 2014 198 kB

## Söhne und Töchter der Stadt
In alphabetischer Reihenfolge
- Katrīna Amerika (* 1991), Schachspielerin
- Dietrich Ernst André (zwischen 1680 und 1695–1734), Historien-, Bildnismaler und Zeichner
- Leonid Alexandrowitsch Arbusow (1848–1912), Historiker
- Christoph de Bach (1768–1834), Wiens erster Zirkusdirektor
- Richard Bahr (1867–1936), deutscher Journalist und Publizist
- Johann Heinrich Baumann (1753–1832), Maler
- Philipp von Behr (1898–1982), deutsch-baltischer Marineoffizier im Zweiten Weltkrieg
- Oskar Bidder (1866–1919), deutsch-baltischer Pastor und evangelischer Bekenner
- August Johann Gottfried Bielenstein (1826–1907), Sprachwissenschaftler, Volkskundler, Ethnograph und Theologe
- Ernst Johann von Biron (1690–1772), Herzog von Kurland
- Peter von Biron (1724–1800), Herzog von Kurland
- Casimir Ulrich Boehlendorff (1775–1825), Schriftsteller, Dichter und Historiker
- Theodor von Boetticher (1819–1901), Publizist, Jurist und Staatsrat
- Johann Daniel von Braunschweig (1786–1857), deutsch-baltischer Pädagoge
- Rudolf von Braunschweig (1820–1888), russischer Staatsmann
- Friedrich Wilhelm Brederlo (1779–1862), Kaufmann, Kunstsammler und Mäzen
- Vilnis Edvīns Bresis (1938–2017), Politiker
- Augusts Brigmanis (* 1952), Politiker
- Silvio Broedrich (1870–1952), deutsch-baltischer Siedlungspolitiker
- Nora Bumbiere (1947–1994), lettische Sängerin
- Jan Damel (1780–1840), Maler
- Wilhelm Döllen (1820–1897), deutsch-russischer Astronom
- Adolf Ehrlich (1837–1913) war ein deutscher Rabbiner und Lehrer in Lettland und Ostpreußen
- Karl Eduard von Eichwald (1795–1876), Naturforscher und Paläontologe
- Johannes Engelmann (1832–1912), Jurist
- Alexander Faltin (1819–1899), deutsch-baltischer Jurist und liberaler Politiker
- Otto Fischer-Lamberg (1886–1963), deutscher Maler
- Hamilkar von Fölkersahm (1811–1856), livländischer Landmarschall
- Aline Friede (1856–1946), deutsche Opernsängerin
- Paul Fromhold-Treu (1854–1919), deutsch-baltischer Pastor und evangelischer Märtyrer
- Dietrich Ewald von Grotthuß (1751–1786), Pianist, Kollegenfreund von Ch. Ph. E. Bach
- Johannes von Guenther (1886–1973), Schriftsteller, Übersetzer und Verleger
- Julie Hausmann (1826–1901), baltisch-deutsche Liederdichterin
- Joseph Hermann Hirshhorn (1899–1981), US-amerikanischer Unternehmer und Kunstsammler
- Jan Jaroszewicz (1903–1980), polnischer Geistlicher, römisch-katholischer Bischof von Kielce
- Kastus Jesawitau (1894–1946), politischer und sozialer Aktivist, Publizist und Übersetzter
- Elise von Jung-Stilling (1829–1904), deutsch-baltische Malerin und Kunstpädagogin
- Klāra Kalniņa (1874–1964), Politikerin, Frauenrechtlerin, Übersetzerin und Redakteurin
- Renārs Kaupers (* 1974), lettischer Sänger
- Andris Keišs (* 1974), Theater- und Filmschauspieler
- Ferdinand Kettler (1655–1737), Herzog von Kurland und Semgallen aus der Dynastie Kettler
- Friedrich Kasimir Kettler (1650–1698), von 1682 bis 1698 der vorletzte regierende Herzog von Kurland und Semgallen aus der Dynastie Kettler
- Friedrich Kettler (1569–1642), Herzog von Kurland
- Friedrich Wilhelm Kettler (1692–1711), Herzog von Kurland
- Wilhelm Kettler (1574–1640), Herzog von Kurland
- Karl Ludwig von Kleist (1794–1869), Rittergutsbesitzer und Landrat
- Helene Köber (1825–?), ab 1851 Helene von Franken, deutschbaltische Genre- und Porträtmalerin
- Renārs Krastenbergs (* 1998), Eishockeyspieler
- Edgars Krūmiņš (* 1985), Basketballspieler
- Pawel Kulberg (1843–1909), Topograf
- Adolph Theodor Kupffer (1799–1865), Physiker, Mineraloge und Physikochemiker
- Charlotte Sophie von Kurland (1651–1728), Prinzessin von Kurland und Äbtissin des Stifts Herford
- Dorothea von Kurland (1761–1821), letzte Herzogin von Kurland
- Amalia von Kurland (1653–1711), Prinzessin von Kurland, Landgräfin von Hessen-Kassel
- Eduard Kurtz (1845–1925), Byzantinist
- Dzintars Lācis (1940–1992), Radrennfahrer
- Natālija Laščonova (* 1973), Turnerin
- Friedrich Ludwig Lindner (1772–1845), deutscher Journalist, Schriftsteller und Mediziner
- Jānis Lūsis (1939–2020), lettischer (sowjetischer) Speerwerfer und Olympiasieger von 1968
- Paul von Medem (1800–1854), Diplomat
- Karl Eduard Miram (1811–1887), Physiologe, Anatom und Zoologe
- Arsens Miskarovs (* 1961), Schwimmer
- Fürchtegott Leberecht von Nordenflycht (1752–1815), Geologe und Bergwerksingenieur
- Ernst von der Osten-Sacken (1937–2017), deutscher Hochschullehrer und Maschinenbauingenieur
- Paul Freiherr von der Osten-Sacken (1880–1934), Historiker und Archivar
- Peter von der Osten-Sacken (1909–2008), Physiker und Astronom
- Konstantin von der Pahlen (1830–1912), russischer Justizminister
- Hermann von Paucker (1822–1889), russischer Professor an der Ingenieurschule in St. Petersburg, Generalleutnant, Staatsmann und Minister
- Karl von Paucker (1820–1883), Klassischer Philologe
- Ģederts Ramans (1927–1999), Komponist
- Johann Friedrich von Recke (1764–1846), deutschbaltischer Altertumsforscher, Literaturhistoriker und Sammler.
- Einars Repše (* 1961), lettischer Politiker und ehemaliger Ministerpräsident
- Axel Ripke (1880–1937), deutscher Journalist und Politiker
- Feodor Stepanovich Rojankovsky (1891–1970), Illustrator
- Friedrich Alexander von Rüdiger (1783–1856), russischer General
- Wilhelmine von Sagan (1781–1839), Herzogin von Sagan
- Pauline von Sagan (1782–1845), Prinzessin von Kurland, Herzogin von Sagan und durch Heirat Fürstin von Hohenzollern-Hechingen
- Paul Schiemann (1876–1944), Journalist und liberaler Politiker
- Carl Ernst Heinrich Schmidt (1822–1894), russischer Arzt und Chemiker deutschbaltischer Abstammung
- August Robert Seraphim (1863–1924), Historiker und Archivar
- Ernst Seraphim (1862–1945), Historiker, Lehrer und Journalist
- Artūrs Skrastiņš (* 1974), Theater- und Filmschauspieler sowie Fernsehmoderator
- Inga Skujiņa (* 1971), Diplomatin
- Edda Tennenbaum (1878–1952), polnische Kommunistin
- Eduard Iwanowitsch Totleben (1818–1884), russischer General
- Ernst Rudolf von Trautvetter (1809–1889), deutschbaltischer Botaniker und Universitätsrektor
- Inese Vaidere (* 1952), Politikerin
- Paul Wachtsmuth (1879–1919), deutsch-baltischer Pastor und evangelischer Märtyrer
- Johann Walter-Kurau (1869–1932), Maler
- Richard Wegner (1815–1894), deutscher Verwaltungsjurist, zuletzt Regierungspräsident in Stettin
- Christian Georg Wilpert (1742–1813), lutherischer Geistlicher
- Jakob Friedrich Wilpert (1741–1812), deutsch-baltischer Kaufmann und Bürgermeister von Riga
- Benno Wulfsohn (1882–1937), Maler
- Ludwig Zimmermann (1852–1906), deutsch-baltischer Propst und evangelischer Märtyrer

## Städtepartnerschaften
Jelgava listet folgende 15 Partnerstädte auf:
| Stadt           | Land                    | seit |
| --------------- | ----------------------- | ---- |
| Alcamo          | Italien                 | 2002 |
| Baranawitschy   | Belarus                 | 2003 |
| Białystok       | Polen                   | 1994 |
| Como            | Italien                 | 2016 |
| Hällefors       | Schweden                | 2004 |
| Iwano-Frankiwsk | Ukraine                 | 2007 |
| Magadan         | Russland                | 2006 |
| Oblast Moskau   | Russland                | 2003 |
| Nacka           | Schweden                | 2000 |
| Nova Odessa     | Brasilien               | 2007 |
| Pärnu           | Estland                 | 1957 |
| Rueil-Malmaison | Frankreich              | 2007 |
| Šiauliai        | Litauen                 | 1960 |
| Xinying, Tainan | Republik China (Taiwan) | 2000 |
| Vejle           | Dänemark                | 1992 |

## Klima
|                       | Jan  | Feb  | Mär  | Apr  | Mai  | Jun  | Jul  | Aug  | Sep  | Okt  | Nov | Dez  |   |       |
| Mittl. Tagesmax. (°C) | −1,3 | 0,3  | 4,6  | 10,5 | 16,6 | 19,8 | 21,9 | 22,6 | 17,3 | 10,2 | 4,4 | −0,1 | ⌀ | 10,6  |
| Mittl. Tagesmin. (°C) | −5,7 | −4,1 | −2,6 | 1,0  | 5,0  | 10,0 | 10,1 | 10,3 | 7,5  | 3,0  | 0,9 | −3,1 | ⌀ | 2,7   |
|                       |      |      |      |      |      |      |      |      |      |      |     |      |   |       |
| Niederschlag (mm)     | 13,1 | 7,6  | 39,3 | 36,4 | 34,1 | 56,9 | 33,7 | 17,6 | 13,6 | 19,0 | 5,7 | 17,6 | Σ | 294,6 |

| −5,7 |

| −4,1 |

| −2,6 |

| 1,0 |

| 5,0 |

| 10,0 |

| 10,1 |

| 10,3 |

| 7,5 |

| 3,0 |

| 0,9 |

| −3,1 |

| −5,7 |

| −4,1 |

| −2,6 |

| 1,0 |

| 5,0 |

| 10,0 |

| 10,1 |

| 10,3 |

| 7,5 |

| 3,0 |

| 0,9 |

| −3,1 |

|                        | Jan   | Feb   | Mär   | Apr   | Mai  | Jun   | Jul  | Aug  | Sep  | Okt  | Nov   | Dez   |   |       |
| Mittl. Temperatur (°C) | −3,2  | −1,9  | 1,2   | 6,9   | 11,8 | 15,7  | 18,0 | 16,8 | 12,4 | 6,8  | 2,6   | −2,0  | ⌀ | 7,1   |
| Mittl. Tagesmax. (°C)  | −1,0  | 0,7   | 5,3   | 12,4  | 17,9 | 21,3  | 23,5 | 22,6 | 17,3 | 10,2 | 4,5   | −0,3  | ⌀ | 11,2  |
| Rekordmaximum (°C)     | 8,2   | 13,5  | 18,6  | 26,9  | 30,0 | 32,8  | 33,0 | 33,4 | 27,2 | 20,8 | 14,1  | 11,4  | ᐃ | 33,4  |
| Mittl. Tagesmin. (°C)  | −5,3  | −4,6  | −2,7  | 1,4   | 5,7  | 10,0  | 12,4 | 11,1 | 7,5  | 3,5  | 0,7   | −3,7  | ⌀ | 3     |
| Rekordminimum (°C)     | −31,0 | −31,2 | −20,7 | −11,7 | −5,3 | −0,2  | 0,8  | 2,8  | −4,6 | −6,9 | −19,5 | −26,1 | ᐁ | −31,2 |
|                        |       |       |       |       |      |       |      |      |      |      |       |       |   |       |
| Niederschlag (mm)      | 21,8  | 8,9   | 52,4  | 60,6  | 68,2 | 113,8 | 84,3 | 52,8 | 40,9 | 33,2 | 9,4   | 17,6  | Σ | 563,9 |
|                        |       |       |       |       |      |       |      |      |      |      |       |       |   |       |
| Regentage (d)          | 4,0   | 4,7   | 4,7   | 6,3   | 9,0  | 7,5   | 14,0 | 11,0 | 9,0  | 5,0  | 3,0   | 4,5   | Σ | 82,7  |

| −5,3 |

| −4,6 |

| −2,7 |

| 1,4 |

| 5,7 |

| 10,0 |

| 12,4 |

| 11,1 |

| 7,5 |

| 3,5 |

| 0,7 |

| −3,7 |

| −5,3 |

| −4,6 |

| −2,7 |

| 1,4 |

| 5,7 |

| 10,0 |

| 12,4 |

| 11,1 |

| 7,5 |

| 3,5 |

| 0,7 |

| −3,7 |

| N i e d e r s c h l a g | 21,8 | 8,9 | 52,4 | 60,6 | 68,2 | 113,8 | 84,3 | 52,8 | 40,9 | 33,2 | 9,4 | 17,6 |
|                         | Jan  | Feb | Mär  | Apr  | Mai  | Jun   | Jul  | Aug  | Sep  | Okt  | Nov | Dez  |